# Nhuận
Bài này nói về nhuận trong các loại lịch. Nhuận trong tiếng Việt còn có nghĩa khác, xem Nhuận.
Nhuận hay nhuần (chữ Hán: 閏) là sự bổ sung thêm ngày, tuần hay tháng vào một số lịch để làm cho lịch phù hợp với các mùa thời tiết.
Năm mặt trời hay năm thời tiết không phải là một số nguyên các ngày, nhưng năm trong các lịch thì lại phải là số nguyên ngày. Cách duy nhất để giải quyết sai biệt giữa năm mặt trời và năm trên lịch là biến đổi số ngày của mỗi năm trong các loại lịch.

## Dương lịch
Trong nhiều loại lịch, điều này được làm bằng cách bổ sung thêm một ngày dôi ra vào năm nhuận hay năm nhuần để chúng có 366 ngày thay vì 365 ngày như trong các năm thường. Ngày thêm vào này được gọi là ngày nhuận. Trong lịch Gregory, ngày nhuận là ngày 29 tháng 2.

## Âm lịch và âm dương lịch
Năm mặt trời cũng không phải là chứa một số nguyên các tháng mặt trăng, vì thế các loại âm dương lịch phải có sự thay đổi về số lượng tháng trong từng năm. Thông thường mỗi năm âm dương lịch có 12 tháng, nhưng thỉnh thoảng lại có năm có 13 tháng. Tháng thêm vào được gọi là tháng nhuận. Năm âm (âm dương) lịch có 13 tháng cũng được gọi là năm nhuận

## Lặt vặt
ISO 8601 chứa một thông số cho năm 52-tuần. Năm bất kỳ mà có 53 ngày thứ Năm thì được coi là có 53 tuần; tuần dôi ra này cũng có thể coi như tuần nhuận.
Việc xác định năm nào là nhuận có thể được tính toán (lịch Julius, lịch Gregory, lịch Trung Quốc và lịch Do Thái cổ), hoặc được xác định theo các quan sát thiên văn (lịch Iran).